# Juliette Duquesne
Pour les articles homonymes, voir Duquesne.
Juliette Duquesne née le 18 janvier 2000, est une joueuse belge de hockey sur gazon. Elle évolue au Waterloo Ducks et avec l'équipe nationale belge.

## Biographie
Juliette est la sœur de Tiphaine Duquesne, également internationale belge.

## Carrière
Elle a été appelée en 2021 pour concourir à la Ligue professionnelle 2021-2022 sans jouer le moindre match.